# Monte Águila
Monte Águila (z mapučského výrazu Ñancomawida, Orlí hora) je chilské město nacházející se v regionu Biobío, v obci Cabrero, 5 km jižně od stejnojmenného města. Je základnou železnice Mount Eagle - Polcura, což z města činí lokalitu uznanou železničním průmyslem. V roce 2002 zde žilo 6 090 obyvatel.

## Galerie

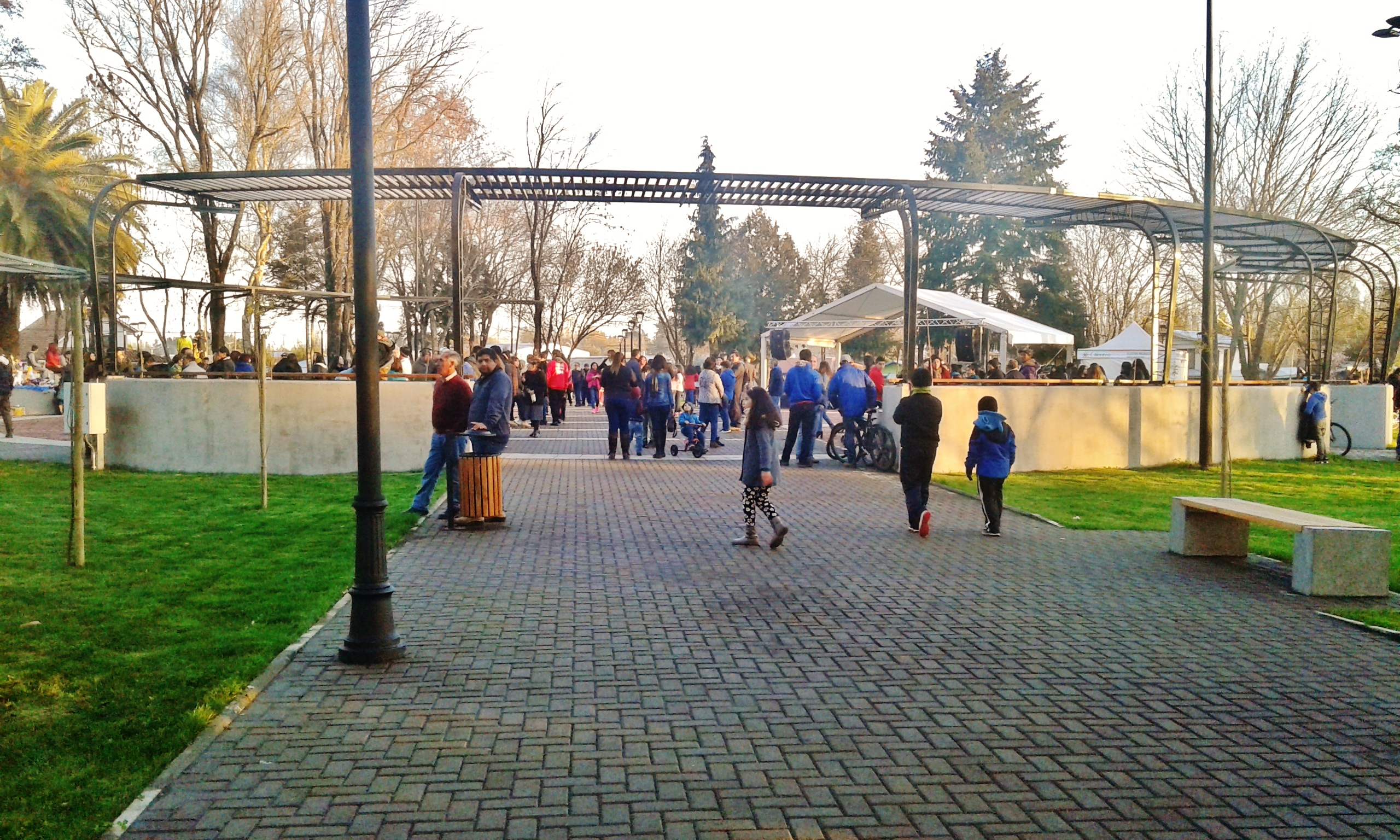
Hlavní náměstí.
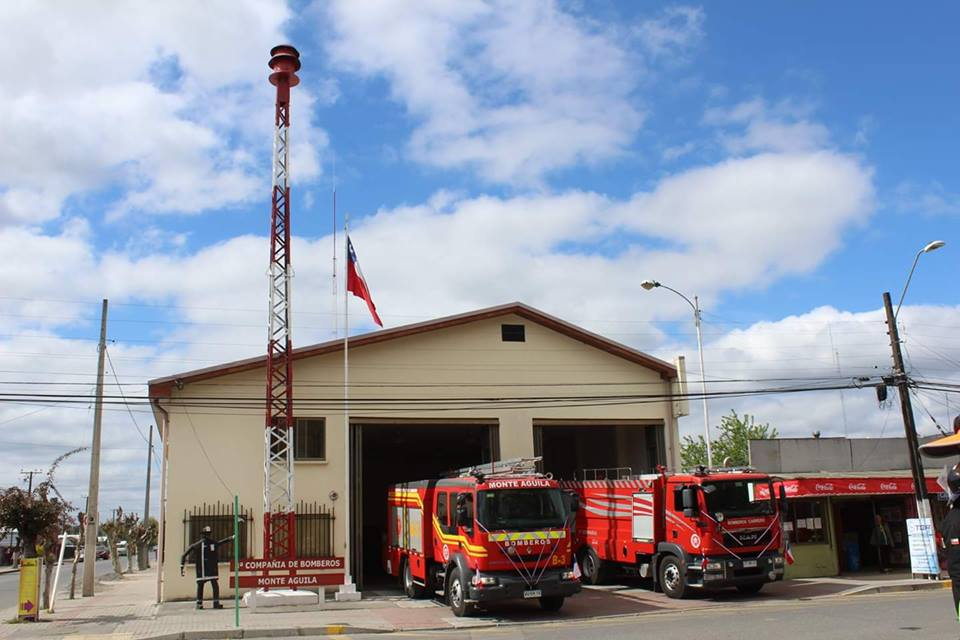
Požární stanice.
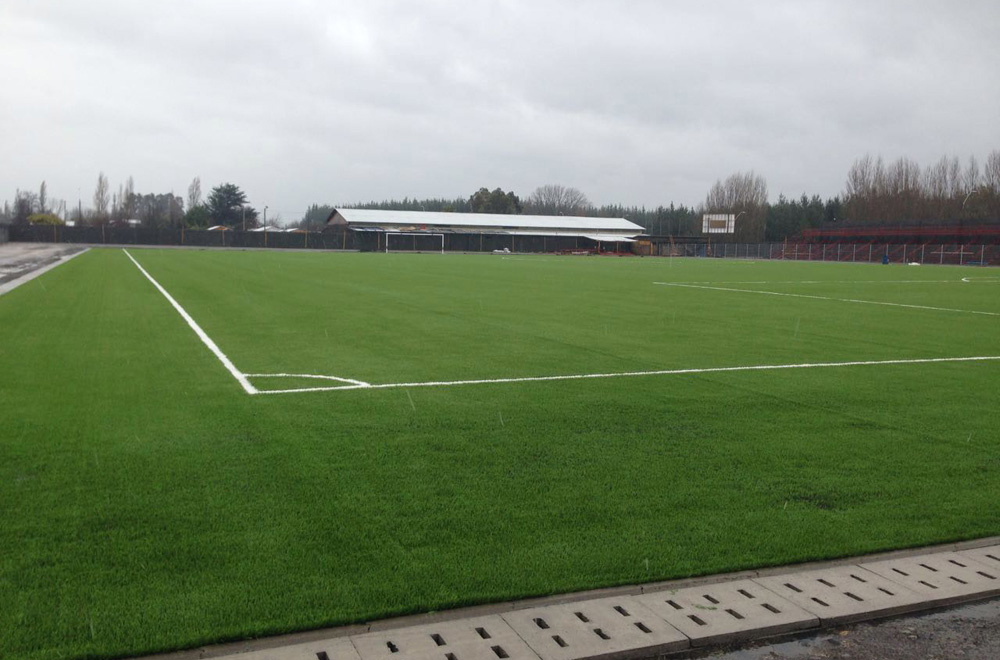
Fotbalový stadion.
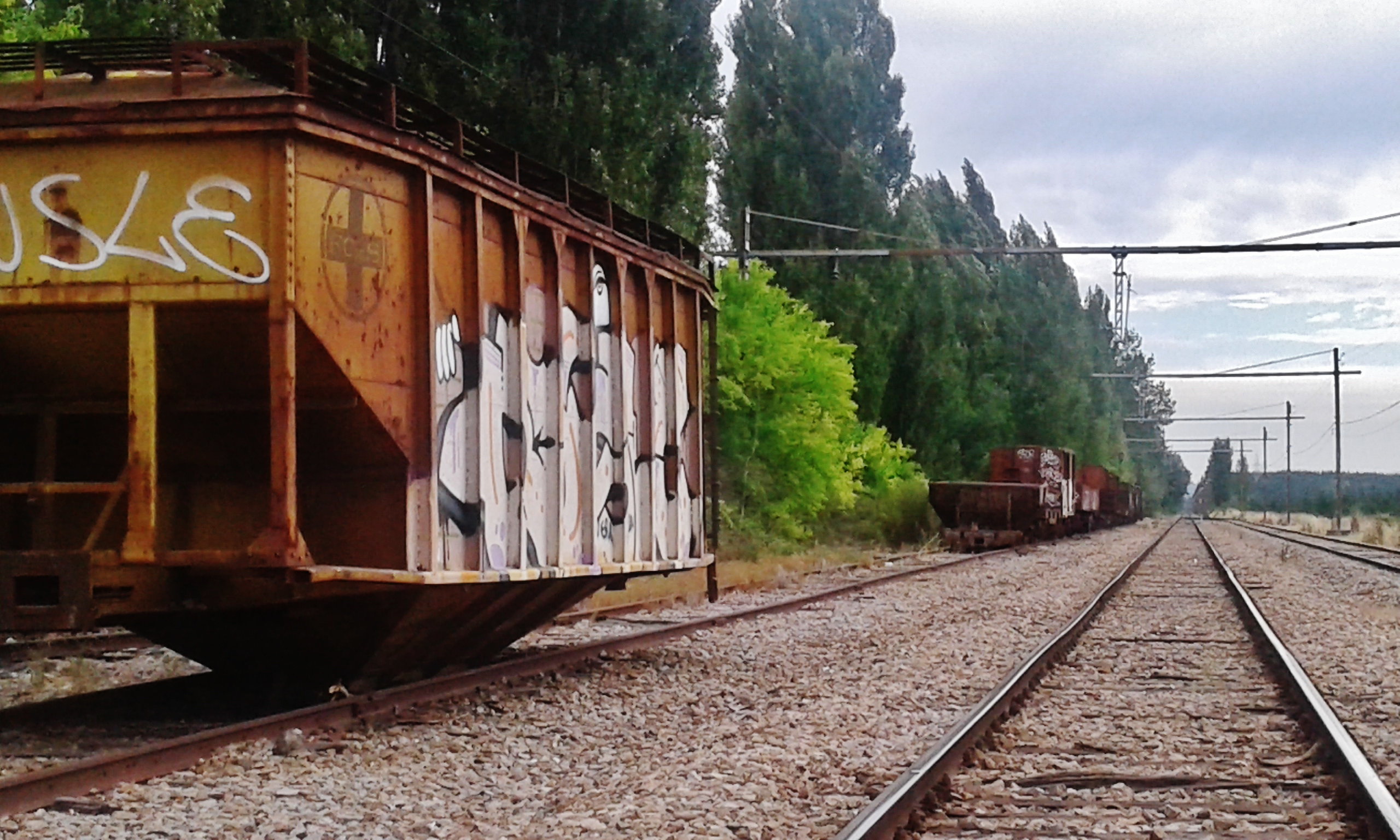
Nesprávné použití železničních strojů, na nádraží ve městě.